# 古武術介護
古武術介護（こぶじゅつかいご）は、介護福祉士の岡田慎一郎が提案する介護技術、身体操法。

## 概要
2004年頃、岡田慎一郎は武術研究家の甲野善紀と出会い、彼の研究する武術的な身体操法を介護方法に応用するようになった。その後、書籍『古武術介護入門』（医学書院）などを通して、介護技術、あるいは技術以前の身体の使い方としての「古武術介護」を提案するようになった。

## 実践の広がり
2006年頃以降、岡田慎一郎による講習会活動が日本全国の医療、介護施設やカルチャーセンターで行われるようになり、実践の裾野は広がっている。